# 瑪利亞社會福利基金會
瑪利亞社會福利基金會（英語：Maria Social Welfare Foundation），簡稱瑪利亞基金會，1988年10月27日由醫師莊宏達創辦，為台灣少數能為極弱小與極重度障礙兒童提供專業療育的社會福利組織之一，主要為身心障礙孩童、身心障礙者提供就養、就醫、就學、就業等服務 。

## 單位沿革
1980年代，台中順天醫院小兒科主任莊宏達鑑於身障兒童無法得到適當的教養和安置，也深感孩童於就醫期間父母的辛苦，向院方申請並獲得支持，於醫院附近租下民宅，成立愛兒復建教室，開始投身於身障兒童之復建工作。1986年，莊醫師自行開業成立小兒科診所，並將愛兒復健教室搬至診所二樓，以診所收入獨立照顧身障孩童。1988年，一位在台中市西屯區一腦性麻痺中心服務的澳洲籍醫師因退休回國，該中心幾十位孩童們面臨無適合場所安置的狀況，透過臺中市政府社會局的安排，莊醫師得知後決定承接這些孩童的照護問題；但診所空間及財務有限，為了能讓身障兒有更合適的場地使用及更周全的照料，莊醫師開始對外募款、為弱勢族群發聲，在社會各界及政府的協助下。1988年（民國77年）成立「財團法人瑪利亞文教基金會」（2003年變更登記為「財團法人瑪利亞社會福利基金會」），因該會創辦人的醫學背景，組成了堅強的醫療復健團隊，除了為身心障礙者提供復健、教育、職業訓練及就業等輔導外，協助解決身障家庭的負擔與憂愁 。

## 服務項目
該會提供身心障礙者多項復健，教育及福利服務。
- 兒童早療服務
- 極重多障礙服務
- 醫療復健服務
- 成人日托服務
- 就業輔導服務
- 成人住宿服務
- 社區支持服務
- 社區服務
- 離島服務[2]

## 附設機構
- 瑪利亞學園
- 瑪利亞霧峰教養家園
- 瑪利寶寶啟蒙中心
- 臺中市愛心家園
- 金門早期療育中心
- 臺北市稻香發展中心

## 外部連結
- 莊宏達獲堉璘台灣奉獻獎 3千萬獎金投入重障服務大樓 （页面存档备份，存于）
- 瑪利亞基金會全台首座「極重多障服務大樓」動土 募款缺7千萬 （页面存档备份，存于）
- 醫療奉獻獎 莊宏達 （页面存档备份，存于）
- 台中市愛心家園 （页面存档备份，存于）